# 旁路模式
ByPass Mode（略過模式或旁路模式），泛指在一個系統的正常流程中，有一堆檢核機制，而「ByPass Mode」就是當檢核機制發生異常，無法在短期間內排除時，使系統作業能繞過這些檢核機制，使系統能夠繼續執行的作業模式。

## 應用範例
1. 例如，在收費（月費或點數卡）的線上遊戲中，當遊戲官方要賠償玩家的遊戲時數時，可以在特定時間內開啟「ByPass Mode」，使遊戲的登入機制繞過月費或點數卡的餘額檢核機制。使仍在使用中的遊戲帳號，可以免扣點數或遊戲天數而登入進線上遊戲之中。
2. 例如，在某個知名的系統混亂的捷運系統，當發生系統回報軌道上有障礙物，可是經實際視察軌道後並未發現系統所謂的障礙物時，系統管理員可手動開啟「Bypass Mode」，使系統繼續運行。

## 外部連結
- bypass mode - 搜索 Google 圖書